# Nuuks Plads (métro de Copenhague)
Nuuks Plads est une station de la ligne 3 du métro de Copenhague située sur la commune de Copenhague.

## Situation
Aksel Møllers Have est desservie par la ligne 3 du métro de Copenhague. Cette station souterraine se trouve entre Aksel Møllers Have et Nørrebros Runddel.

## Histoire
La station Nuuks Plads a ouvert au public le 29 septembre 2019 à l'occasion de la mise en service de la ligne 3 du métro de Copenhague.

## À proximité
- Quartier de Nørrebro
- Assistens Kirkegård : cimetière